# Sept Vies
Cet article concerne le film de Gabriele Muccino. Pour l’album de Tina Arena, voir 7 vies.
Pour les articles homonymes, voir Seven.
Pour plus de détails, voir Fiche technique et Distribution.
Sept Vies (Seven Pounds) est un film   dramatique américain réalisé par Gabriele Muccino et sorti en 2008.

## Synopsis
Tim est un ancien ingénieur aéronautique au bord de la dépression après avoir provoqué la mort de sa femme Sarah dans un accident de voiture.
Il se met en tête de se racheter en se suicidant et faisant don de ses organes dans le but de changer radicalement la vie de sept inconnus.
Ainsi, il se fait passer pour son frère, Ben Thomas, un agent du fisc. Il dresse une liste de sept inconnus malades, se met à enquêter sur eux et va même jusqu’à les rencontrer afin de juger s’ils méritent ce don. Son meilleur ami d’enfance, Dan, souffrant lui aussi d’une maladie grave est son complice.
Il rencontre M. Goodman, directeur d’une maison de retraite qui a besoin d’une greffe de moelle osseuse. Il finit par se rendre compte par le biais d’Ines, une résidente, qu’il maltraite ses patients.
Il fait également la connaissance de Connie Tempos, une mère célibataire de 2 enfants, violentée par son ex-conjoint. Elle l’appelle un soir paniquée car ce dernier à refait surface et s’inquiète de sa sécurité. Ben Thomas, alias Tim lui fait alors don de sa maison près de l’océan pour lui permettre de fuir et de se mettre en sécurité avec ses enfants.
Seulement, il ne s’y attendait pas, mais une rencontre va bouleverser le cours de sa vie : Emily Posa, une jeune femme sur sa liste souffrant d’une maladie cardiaque. Il se met à l’observer de loin, puis à lui rendre service, jusqu’à finir par entretenir une relation amoureuse avec elle. Il se met à refaire le monde avec elle, mais est vite rattrapé par la réalité lorsque l’état d’Emily se dégrade.
Il finit par mettre fin à ses jours dans la baignoire d’une chambre d’hôtel piqué par une cuboméduse, animal qui le fascine depuis son enfance. Il laisse des instructions claires quant aux dons de ses organes.
Grâce à lui, Emily et les 6 autres inconnus voient leur vie changer à tout jamais.

## Fiche technique
- Titre original : Seven Pounds
- Réalisateur : Gabriele Muccino
- Musique : Angelo Milli
- Production : Will Smith, Steve Tisch, Todd Black, James Lassiter, Jason Blumenthal et Molly Allen
- Société de distribution : Columbia Pictures
- Budget : 55 000 000 $
- Langue : anglaise
- Dates de sortie : 
États-Unis : 19 décembre 2008
France : 14 janvier 2009

## Distribution
- Will Smith (V. F. : Greg Germain ; V. Q. : Pierre Auger) : Tim Thomas / Ben Thomas (usurpation[1])
- Rosario Dawson (V. F. : Magaly Berdy ; V. Q. : Hélène Mondoux) : Emily Posa
- Woody Harrelson (V. F. : Jérôme Pauwels ; V. Q. : Thiéry Dubé) : Ezra Turner
- Fiona Hale : Ines
- Barry Pepper (V. F. : Axel Kiener ; V. Q. : Gilbert Lachance) : Dan Morris
- Octavia Spencer : Kate, l'infirmière d'Emily
- Michael Ealy (V. F. : Daniel Lobé ; V. Q. : Louis-Philippe Dandenault) : Ben Thomas, le frère de Tim
- Elpidia Carrillo (V. F. : Brigitte Virtudes ; V. Q. : Nathalie Coupal) : Connie Tepos
- Robinne Lee (V. F. : Céline Mauge ; V. Q. : Isabelle Leyrolles) : Sarah Jenson
- Joe Nunez (V. F. : Emmanuel Garijo) : Larry, le tenancier du motel
- Bill Smitrovich (V. F. : Jean-Jacques Moreau ; V. Q. : Hubert Gagnon) : George
- Sarah Jane Morris (V. F. : Lydia Cherton) : Susan
- Judyann Elder (V. F. : Mireille Delcroix) : Holly
- Gina Hecht (V. F. : Anne Jolivet ; V. Q. : Élise Bertrand) : Dr Breyer
- Tim Kelleher (V. F. : Pierre-François Pistorio ; V. Q. : Renaud Paradis) : Stewart Goodman
- Bojana Novakovic : Julie
- Louisa Kendrick : la femme de Dan
- Madison Pettis : la fille de Connie
- Ivan Angulo : le fils de Connie
- Connor Cruise : Ben jeune
- Dale Raoul : le volontaire de St Matthews
- Jack Yang : l'ingénieur d'Apogee
- Geoffrey Gould : un travailleur social
- Terrance Thomas : un enfant
- Ryan Ochoa : un enfant
- Steve Tom : le docteur no 1
- Michael Spellman : le docteur no 2
- Sam Gros : le docteur no 3
- Nadia Shazana : l'infirmière no 1
- Sonya Eddy (V. F. : Adèle Souria) : l'infirmière no 2
- Lydia A. Butler : l'infirmière no 3
- Cynthia Rube : l'infirmière assistante
- George F. Watson : le gardien

Source et légende : Version française (V. F.) sur Voxofilm

## Production
Le titre original, Seven Pounds, devrait être traduit littéralement Sept livres de chair (cf. Le Marchand de Venise de Shakespeare). Will Smith et Rosario Dawson se retrouvent 5 ans plus tard après Men in Black 2.

### Tournage
Le film a été essentiellement tourné en Californie dans le comté de Los Angeles (Los Angeles, Malibu, San Marino), ainsi qu'à Pasadena.

## Accueil
Le film reçoit des critiques globalement négatives. Rotten Tomatoes lui donne une notation de 27 % basée sur un échantillon de 186 avis, avec un score moyen de 4.6 / 10. Il reçoit toutefois de bonnes critiques sur le site The Movie Database (TMDb), avec une notation de 76 % sur plus de 5 000 avis.

## Distinctions

### Récompenses
NAACP Image Awards :

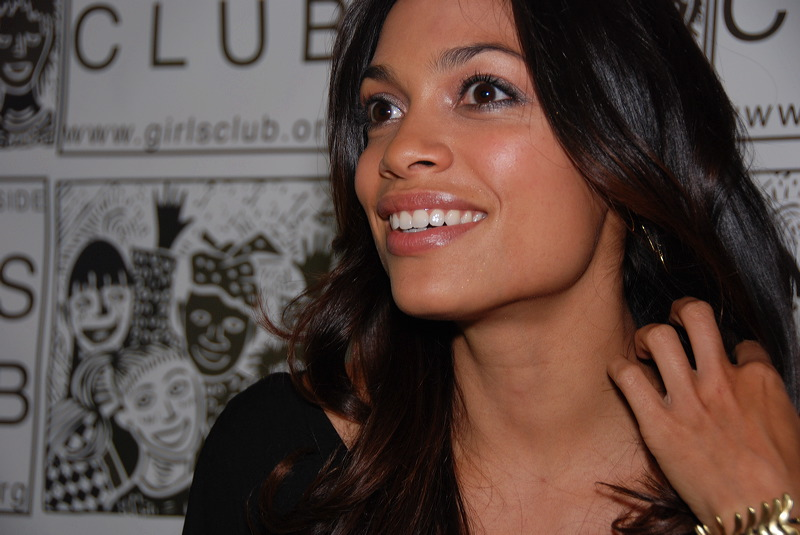
L'actrice principale Rosario Dawson aux Willow Awards 2008.

- Will Smith pour le meilleur acteur
- Rosario Dawson pour la meilleure actrice

### Nominations
NAACP Image Awards :
- Meilleur film

Black Reel Awards :
- Gabriele Muccino pour le meilleur réalisateur
- Meilleur film
- Meilleur scénario

## Autour du film
Will Smith retrouve dans le film Barry Pepper, avec lequel il partageait l'affiche d'Ennemi d'État. Il retrouve aussi dans le film Rosario Dawson, avec laquelle il partageait l'affiche de Men in Black II.